# 성군 (극단)
성군(星群)은 일제강점기의 연극 극단이다. 초기에는 호화선이라는 이름으로 활동하다가 성군으로 개편되었다.

## 개요
호화선은 1936년 9월에 동양극장 전속 극단으로 창립된 극단이다. 동양극장의 사극 전문의 동극좌와 희극 전문의 희극좌를 통합한 것으로, 신파극을 공연하던 청춘좌와 자매 극단 격이었다. 변기종 등이 주축이 되어 음악부를 신설하는 등 변화를 꾀했다. 1940년에 조선연극협회에 가입하였다.
성군은 1941년 11월에 호화선을 개칭하여 조직되었다. 중일 전쟁으로 정국이 경색된 시점이라 처음부터 일본 작가들의 작품 공연을 위해 결성되었으며, 공연도 대부분 일본어로 이루어졌다. 대표는 배우 서일성이 맡았고, 1941년에 조선연극협회에 가입했다.

## 주요 인물
- 연출부 : 홍해성
- 장치부 : 원우전
- 문예부 : 박영호, 박향민
- 배우 : 서일성, 전경희, 맹만식, 양백명, 박영신, 유계선, 문정복, 이정순, 이백희, 한은진, 지경순

## 주요 작품
- 1936년 : 《정의의 복수》 (이운방) - 호화선 창립 공연작
- 1941년 : 《결혼생태》 (김영수) - 성군 창립 공연작
- 1942년 : 《등잔불》 (박영호)
- 1942년 : 《산돼지》 (박영호) - 제1회 국민극 경연대회 출품작
- 1943년 : 《신곡제》 (김건) - 제3회 국민극 경연대회 출품작
- 1945년 : 《달밤에 걷던 산길》 (송영) - 제3회 국민극 경연대회 출품작

## 참고자료
- 친일인명사전편찬위원회 (2004년 12월 27일). 《일제협력단체사전 - 국내 중앙편》. 서울: 민족문제연구소. 725~726쪽쪽. ISBN 978-89-953307-2-2.